# Poli Rincón
Pour les articles homonymes, voir Rincón.
Hipólito Rincón Podevano (né le 28 avril 1957 à Madrid) est un footballeur international espagnol.

## Palmarès
- Championnat d'Espagne : 1980

## Buts internationaux
| #   | Date              | Stade                                 | Adversaire           | Score | Résultat | Compétition                       |
| --- | ----------------- | ------------------------------------- | -------------------- | ----- | -------- | --------------------------------- |
| 1.  | 27 avril 1983     | La Romareda, Saragosse (Espagne)      | République d'Irlande | 2–0   | 2–0      | Éliminatoires Euro 1984           |
| 2.  | 21 décembre 1983  | Benito Villamarín, Séville (Espagne)  | Malte                | 4–1   | 12–1     | Éliminatoires Euro 1984           |
| 3.  | 21 décembre 1983  | Benito Villamarín, Séville (Espagne)  | Malte                | 5–1   | 12–1     | Éliminatoires Euro 1984           |
| 4.  | 21 décembre 1983  | Benito Villamarín, Séville (Espagne)  | Malte                | 8–1   | 12–1     | Éliminatoires Euro 1984           |
| 5.  | 21 décembre 1983  | Benito Villamarín, Séville (Espagne)  | Malte                | 10–1  | 12–1     | Éliminatoires Euro 1984           |
| 6.  | 26 mai 1984       | Stade des Charmilles, Genève (Suisse) | Suisse               | 0–3   | 0–4      | Match amical                      |
| 7.  | 31 mai 1984       | Üllői úti, Budapest (Hongrie)         | Hongrie              | 0–1   | 1–1      | Match amical                      |
| 8.  | 17 octobre 1984   | Benito Villamarín, Séville (Espagne)  | Pays de Galles       | 1–0   | 3–0      | Éliminatoires Coupe du monde 1986 |
| 9.  | 23 janvier 1985   | Rico Pérez, Alicante (Espagne)        | Finlande             | 1–0   | 3–1      | Match amical                      |
| 10. | 25 septembre 1985 | Benito Villamarín, Séville (Espagne)  | Islande              | 1–1   | 2–1      | Éliminatoires Coupe du monde 1986 |